# 中国驻加蓬大使列表
本列表为中華民國和中華人民共和國驻加蓬历任大使名录。

## 历任中国驻加蓬大使

### 中华民国驻加蓬大使（1960年－1974年）
1960年8月17日加蓬独立后，于12月9日与中华民国建交。1965年起中华民国开始派遣驻加蓬大使。1974年3月30日，因加蓬承认中华人民共和国，两国断交。
| 姓名   | 任命           | 到任          | 递交国书      | 免职         | 离任          | 外交衔级 | 外交职务     | 备注 | 备注 |
| ------ | -------------- | ------------- | ------------- | ------------ | ------------- | -------- | ------------ | ---- | ---- |
| 廖仲琴 | 1960年12月13日 | 1961年1月9日  |               |              | 1964年1月16日 | 一等秘书 | 临时代办     |      |      |
| 史悠鑫 | 1963年11月29日 | 1964年1月16日 |               |              | 1965年7月2日  | 参事     | 临时代办     |      |      |
| 江錫麐 | 1965年5月24日  | 1965年7月2日  | 1965年7月17日 | 1967年8月4日 | 1967年9月8日  | 大使     | 特命全权大使 |      |      |
| 黄正   | 1967年8月4日   | 1967年9月18日 | 1967年9月26日 |              | 1974年3月22日 | 大使     | 特命全权大使 |      |      |

### 中华人民共和国驻加蓬大使（1974年至今）
1974年4月20日，中华人民共和国与加蓬建交，并开始派遣驻加蓬大使。
| 姓名   | 任命           | 任命           | 到任          | 递交国书       | 免职           | 免职           | 离任           | 外交衔级 | 外交职务     | 备注                 |
| 姓名   | 全国人大常委会 | 主席           | 到任          | 递交国书       | 全国人大常委会 | 主席           | 离任           | 外交衔级 | 外交职务     | 备注                 |
| ------ | -------------- | -------------- | ------------- | -------------- | -------------- | -------------- | -------------- | -------- | ------------ | -------------------- |
| 朱广海 | 不適用         | 不適用         | 1974年6月     |                | 不適用         | 不適用         | 1974年8月      |          | 临时代办     | 筹备开馆             |
| 刘英仙 | 不適用         | 不適用         | 1974年8月     | 1974年9月5日   | 1979年11月29日 | 不適用         | 1979年11月24日 | 大使     | 特命全权大使 | 兼驻圣多美和普林西比 |
| 柳雨峰 | 1979年11月29日 | 不適用         | 1980年3月     | 1980年3月29日  | 1984年7月7日   | 1984年12月14日 | 1984年6月30日  | 大使     | 特命全权大使 | 兼驻圣多美和普林西比 |
| 田逸民 | 1984年7月7日   | 1984年12月14日 | 1984年12月    | 1985年1月15日  | 1988年11月8日  | 1989年3月19日  | 1989年2月      | 大使     | 特命全权大使 | 兼驻圣多美和普林西比 |
| 安峰石 | 1988年11月8日  | 1989年3月19日  | 1989年4月     | 1989年4月25日  | 1992年9月4日   | 1992年12月16日 | 1992年11月     | 大使     | 特命全权大使 | 兼驻圣多美和普林西比 |
| 孙治荣 | 1992年9月4日   | 1992年12月16日 | 1992年12月    |                | 1995年12月28日 | 1996年7月24日  | 1996年5月      | 大使     | 特命全权大使 | 兼驻圣多美和普林西比 |
| 左树森 | 1995年12月28日 | 1996年7月24日  | 1996年6月     | 1996年8月2日   | 1998年11月4日  | 1999年5月12日  | 1999年3月      | 大使     | 特命全权大使 | 兼驻圣多美和普林西比 |
| 郭天民 | 1998年11月4日  | 1999年5月12日  | 1999年4月     | 1999年6月1日   |                | 2002年12月9日  | 2002年10月     | 大使     | 特命全权大使 |                      |
| 范振水 |                | 2002年12月9日  | 2002年10月    |                | 2004年8月28日  | 2005年3月29日  | 2005年12月     | 大使     | 特命全权大使 |                      |
| 薛金维 | 2004年8月28日  | 2005年3月29日  | 2005年2月24日 | 2005年3月15日  | 2008年10月28日 | 2009年6月1日   | 2009年5月      | 大使     | 特命全权大使 |                      |
| 李福顺 | 2008年10月28日 | 2009年6月1日   | 2009年5月24日 | 2009年7月29日  | 2011年10月29日 | 2012年5月16日  | 2012年2月      | 大使     | 特命全权大使 |                      |
| 孙继文 | 2011年10月29日 | 2012年5月16日  | 2012年5月10日 | 2012年8月10日  | 2016年4月28日  | 2016年11月7日  | 2016年10月     | 大使     | 特命全权大使 |                      |
| 胡长春 | 2016年4月28日  | 2016年11月7日  | 2016年11月6日 | 2016年11月11日 | 2022年2月28日  | 2022年9月8日   | 2022年4月      | 大使     | 特命全权大使 |                      |
| 李津津 | 2022年4月20日  | 2022年9月8日   | 2022年8月8日  | 2022年9月2日   |                | 2024年8月23日  | 2024年3月      | 大使     | 特命全权大使 |                      |
| 周平   |                | 2024年8月23日  | 2024年8月4日  | 2024年8月8日   | 现任           |                |                | 大使     | 特命全权大使 |                      |